# 阿米戈叉鰾石首魚
阿米戈叉鰾石首魚為輻鰭魚綱鱸形目鱸亞目石首魚科的其中一種，分布中東太平洋的墨西哥海域，棲息深度可達14公尺，棲息在沿海海域。